# Michel Sima
Michel Sima właśc. Michał Smajewski (ur. 12 maja 1912 w Słonimiu, zm. w kwietniu 1987 w Tauriers) – polski rzeźbiarz i fotografik, czynny we Francji. 

## Życiorys
Zamieszkał w Paryżu w roku 1929. Studiował na Académie de la Grande Chaumière. Około roku 1931 był uczniem Ossipa Zadkina, od roku 1935 uczniem Constantina Brâncușiego. Dzięki Gertrude Stein wszedł w środowisko artystów paryskiej awangardy, jak Pablo Picasso i Henri Matisse. Po wybuchu II wojny światowej został powołany do armii francuskiej. Po demobilizacji powrócił do działalności artystycznej, przeniósł się do południowej Francji, lecz w roku 1942 został uwięziony i zesłany do Auschwitz-Birkenau. Przeżył pobyt w obozie koncentracyjnym i powrócił do Francji w roku 1945. Oprócz rzeźby zajął się za namową Picassa fotografowaniem wybitnych postaci paryskiego świata artystycznego, jak Georges Braque, Marc Chagall, Jean Cocteau, Marcel Duchamp, Max Ernst, Alberto Giacometti, Fernand Léger, Man Ray, Henri Matisse, Joan Miró i Francis Picabia. Publikował fotografie w „Vogue” i „Life”.